# Hope (Shablo)
Hope è un singolo del produttore discografico italo-argentino Shablo, pubblicato il 4 ottobre 2024.
Il brano, remix di Tu te vas di Manu Chao, vanta della collaborazione del rapper italiano Izi e del cantautore italiano Joshua.

## Video musicale
Il video musicale, diretto da Alexander Coppola e Tia Silvestrini, è stato pubblicato in concomitanza all'uscita del brano attraverso il canale YouTube di Shablo.

## Tracce
Testi di Diego Germini, Ernesto Conocchia e Joshua Bale, musiche di Pablo Miguel Lombroni Capalbo, Diego Germini, Ernesto Conocchia, Joshua Bale e Vincenzo Luca Faraone.
1. Hope (feat. Izi e Joshua) – 2:51

## Classifiche
| Classifica (2024) | Posizione massima |
| ----------------- | ----------------- |
| Italia            | 90                |